# جون بريان (صحفي)
جون بريان (بالإنجليزية: John Bryan) هو ناشر وصحفي أمريكي، ولد في 12 نوفمبر 1934 في كليفلاند في الولايات المتحدة، وتوفي في 1 فبراير 2007 في سان فرانسيسكو في الولايات المتحدة.